# Wilhelm Bender (Fußballspieler)
Wilhelm Bender (* 1915; † 1944) war ein deutscher Fußballspieler. Er spielte auf der Position des Verteidigers und gilt als einer der besten Spieler, die der VfL Klafeld-Geisweid bislang hervorbrachte.

## Leben
Bender begann in der Jugend das Fußballspielen bei der Spielvereinigung 08 Klafeld-Geisweid. 
Nachdem er dort in den Seniorenbereich aufgestiegen war, wurde der damalige Reichstrainer Otto Nerz auf ihn aufmerksam. So nominierte Nerz ihn im Mai 1936 erstmals für den Kader der Nationalmannschaft. Am 9. Mai bestritt Bender im ersten von fünf Testspielen gegen den FC Everton sein erstes Spiel im Nationaltrikot und nur knapp zwei Monate später, am 1. Juli, wurde er als einer von 42 Spielern des Deutschen Reiches ins Trainingslager für die Olympischen Sommerspiele in Berlin eingeladen. Dort verletzte er sich schwer am Knie und musste deshalb auf eine Teilnahme an den Spielen verzichten. 
Nachdem Bender während des Zweiten Weltkriegs als Soldat gekämpft hatte und nach Kriegsende nicht nach Deutschland zurückgekehrt war, galt er als vermisst. 